# Explosion
Explosion – utwór muzyczny wykonany przez polski duet DJ-ów Kalwi & Remi, wydany w 2003 roku.

## Powstanie utworu
Jest to utwór instrumentalny, zawierający wokalne sample, łączący elementy muzyki dance i trance. Został on nagrany pod koniec 2003 roku przez Krzysztofa „Kalwi” Kalwata i Remigiusza „Remi” Pośpiecha. W pracach uczestniczyła również jedna z koleżanek Kalwata i Pośpiecha, która zaśpiewała w utworze. Pomysł na utwór powstał podczas jednej z sesji studyjnych, podczas którego muzycy testowali sprzęt do nagrywania. W założeniu utwór od początku miał był melodyjny i energetyczny. Podczas nagrania wykorzystano analogowe syntezatory, do których dołączono cyfrowe efekty.
W 2006 roku powstał teledysk. Na nagraniu Kalwi i Remi wcielają się w fotografów, robiących zdjęcia półnagim modelkom.

## Sukces komercyjny
Utwór uchodzi za jeden z najbardziej rozpoznawalnych przebojów dance w Polsce. Tuż po nagraniu utwór odniósł sukces w klubach Wielkopolsce, następnie na nadmorskich dyskotekach, a w 2006 roku rozprzestrzenił się na całą Polskę. Do sukcesu w Polsce przyczynił się teledysk nagrany w tym samym roku. W marcu 2006 roku był najpopularniejszym dzwonkiem do telefonów komórkowych. W kwietniu 2006 roku utwór został ponownie wydany, w wersji autorstwa Theo. W tym samym miesiącu duet Kalwi & Remi wydał album Always in Trance, na którym znalazło się „Explosion”. Sam singiel „Explosion” osiągnął status platynowej płyty.
„Explosion” zdobył popularność również poza Polską. Trafił na listy przebojów w Niemczech (TOP 10 Deutsche Dance Charts) i Kanadzie oraz był transmitowany w brytyjskiej stacji radiowej BBC Radio 1 i belgijskim Top Radio. Sukces „Explosion” przyczynił się do wzrostu popularności polskiej sceny elektronicznej. Ze względu na międzynarodową popularność „Explosion” Kalwi & Remi uchodził w Polsce za duet pochodzący z zagranicy.

## Odniesienia w kulturze masowej
- W 2019 roku utwór znalazł się na oficjalnej ścieżce dźwiękowej do filmu „Boże Ciało” w reżyserii Jana Komasy[7].
- We wrześniu 2023 roku w serwisie YouTube umieszczono remiks utworu „Explosion Ech poleczko”[4]. Stworzony przez DNSQ remiks z nałożoną warstwą wokalną młodzieżowego zespołu ludowego Guzowianki został udostępniony przez duet Kalwi & Remi[4][8]. Do 9 października 2023 roku remiks miał ponad siedem milionów odsłon na YouTube oraz był numerem jeden na liście „Viral Hiy” w serwisie Spotify[8].
- W 2025 roku w ramach 33. Finału Wielkiej Orkiestry Świątecznej Pomocy odbyła się aukcja Macieja Musiała, w której aktor zaoferował sprzątanie mieszkania do zapętlonego utworu „Explosion” zwycięzcy licytacji. Aukcja zakończyła się 27 stycznia 2025 roku o godzinie 16. Wylicytowana kwota wyniosła 136 tys. złotych[9]. Aukcja wzbudziła pozytywną reakcję u autorów „Explosion”[10].